# Blues Five Spot
Blues Five Spot ist ein Album von Thelonious Monk. Die Aufnahmen des Pianisten, die bei mehreren Sessions in verschiedenen Besetzungen 1958–59, zumeist im New Yorker Club Five Spot, und bei einem Konzert des Monk-Quartetts im Olympia in Paris 1961 entstanden waren, erschienen 1984 als Langspielplatte und als Compact Disc bei Milestone Records. Das Album war nach Thelonious in Action und Misterioso die dritte Veröffentlichung von Konzertmitschnitten mit Monk aus dem Five Spot.

## Hintergrund
Diese LP enthält acht Mitschnitte, die erst 1984 zum ersten Mal veröffentlicht wurden. Thelonious Monk ist mit seinem 1958 aktiven Quartett mit dem Tenorsaxophonisten Johnny Griffin auf mehreren Nummern und auf einem Titel mit einem Sextett (mit Griffin, Trompeter Donald Byrd und dem Baritonsaxophonist Pepper Adams) zu hören. Ferner spielt Monk mit seinem Quintett (mit seinem langjährigen Tenorsaxophonisten Charlie Rouse und dem Kornettisten Thad Jones), sowie mit seinem Quartett von 1961 („Crepescule with Nellie“) und als Solopianist („Body and Soul“), letztere beide ein Mitschnitt von einem Konzert in Paris, das großteils 1964 unter dem Titel Monk in France veröffentlicht worden war.
Monk wollte das Material auf den ursprünglichen Riverside-Alben nicht berücksichtigt haben, bemerkte Thomas Fitterling; „ihm war die Fassung mit Soli von Griffin und ihm selber wahrscheinlich zu routiniert geraten.“ Der Titel Crepuscule with Nellie ist falsch geschrieben, der Titel Sweet Stranger nicht identifiziert.

## Titelliste
- Thelonious Monk – Blues Five Spot (Milestone M-9124)[3]

A1 Unidentified Solo Piano (Unknown) 1:53

A2 Blues Five Spot 9:54

A3 In Walked Bud/Epistrophy 10:55
B1 ’Round Midnight (Hanighen, Williams, Monk) 6:15

B2 Coming on the Hudson 6:01

B3 Played Twice (Take 1) 6:56

B4 Crepescule with Nellie 2:39

B5 Body and Soul (Solo Piano) (Heyman, Eyton, Green, Sour) 2:47

## Sessions
- 25. Februar 1958: Donald Byrd (tp), Johnny Griffin (ts), Pepper Adams (bar), Thelonious Monk (p), Wilbur Ware (kb), Philly Joe Jones (dr). Coming on the Hudson. Reeves Sound Studios, New York
- 9. Juli 1958: Thelonious Monk Quartet: Johnny Griffin (ts), Thelonious Monk (p), Ahmed Abdul-Malik (kb), Roy Haynes (dr) Sweet Stranger (unidentified solo piano), Blues Five Spot, Epistrophy. Five Spot, New York.
- 1. Juni 1959: Thelonious Monk Quintet: Thad Jones (cnt), Charlie Rouse (ts), Thelonious Monk (p), Sam Jones (kb), Art Taylor (dr). Played Twice (take 1). Erste Studiositzung zu 5 by Monk by 5
- 18. April 1961: Thelonious Monk Quartet: Charlie Rouse (ts), Thelonious Monk (p). John Ore (b), Frankie Dunlop (dr). Crepuscule with Nellie, Body and Soul (solo). Olympia, Paris

## Rezeption
Scott Yanow meinte in Allmusic, Blues Five Spot sei ein starkes Allround-Set, das es verdient habe, veröffentlicht zu werden.